# Jamie Maclaren
Jamie Maclaren né le 29 juillet 1993 à Melbourne en Australie, est un footballeur international australien, possédant également la nationalité britannique qui joue au poste d'attaquant au Mohun Bagan SG.

## Biographie

### En club
Jamie Maclaren rejoint le club de Perth Glory lors de l'été 2013.
Après deux saisons, il signe au Brisbane Roar un contrat de deux ans. À Brisbane, Maclaren forme l'attaque du club avec Thomas Broich et Brandon Borrello. Le trio amène Brisbane en demi-finales de la phase finale de la ligue australienne lors de la saison 2015-2016, où le club s'incline, malgré un doublé de Maclaren, face aux Western Sidney Wanderers (défaite 4-5 a.p.). Maclaren aura, pour sa première saison à Brisbane, inscrit 20 buts en A-League (notamment avec un triplé face au Melbourne Victory), faisant de lui le deuxième meilleur buteur de la ligue derrière Bruno Fornaroli. Ses performances lui vaudront d'être nommé meilleur jeune joueur de A-League (en) de la saison.
Grâce aux bons résultats de Brisbane, Maclaren pourra découvrir lors de la saison 2016-2017 la Ligue des champions de l'AFC, où Maclaren, malgré un but inscrit face aux Kawashima Antlers et un doublé face à Ulsan Hyundai, ne pourra aider son équipe à sortir de la phase de groupe. En A-League, Maclaren inscrit 19 buts en saison régulière, faisant de lui le meilleur buteur de la saison 2016-2017, à égalité avec Besart Berisha. En quarts de finale de la phase finale australienne, Brisbane prend sa revanche face aux Western Sidney Wanderers, notamment grâce à un but et un tir au but réussi de Maclaren (score : 1-1 a.p., 6-5 t.a.b.). Le club s'incline néanmoins en demi-finales face au Melbourne Victory. À l'issue de la saison, Maclaren sera nommé pour la deuxième fois de suite meilleur jeune joueur de la ligue.
Après deux saisons à Brisbane, il signe au club allemand SV Darmstadt 98 qui évolue en deuxième division pour un contrat de trois ans. Il explique avoir été convaincu par l'entraineur allemand Torsten Frings. À l'instar des Australiens Robbie Kruse et Mathew Leckie, Jamie Maclaren espère révéler son talent en Allemagne. Frings lui donnera du temps de jeu, mais un changement d'entraineur mi-saison remettra en question la place de Maclaren dans l'équipe, d'autant plus qu'il n'a toujours pas marqué en deuxième division allemande.
Le 8 janvier 2018, il est prêté à Hibernian. Maclaren espère ainsi avoir plus de temps de jeu afin d'obtenir une place en sélection nationale pour la Coupe du monde 2018. Il marque 8 buts en 15 matches, dont un triplé contre les Rangers.
Il retrouve la A-League en janvier 2019 en rejoignant le club de Melbourne City. Il inscrit lors de la saison 2018-2019 cinq buts en ligue australienne, aidant son équipe à se qualifier pour la phase finale du tournoi. Melbourne City est cependant éliminée en quarts de finale par Adélaïde United (score : 0-1).

### En sélection
Il honora sa première sélection le 27 mai 2016, lors d'un match amical contre l'Angleterre soldée par une défaite 2-1. 
En juin 2017 il est sélectionné dans l'équipe d'Australie pour disputer la coupe des confédérations 2017 mais son équipe ne passe pas les phases de poules. 
En mai 2018, après neuf mois d'absence en équipe nationale, Maclaren est appelé par Bert van Marwijk pour s’entraîner avec l'Australie en vue de la Coupe du monde. Ce choix du sélectionneur sera expliqué par la blessure de l'attaquant Tomi Jurić, incertain pour le Mondial. 
Maclaren effectuera son retour avec les Socceroos en match amical le premier juin 2018 en rentrant sur le terrain face à la République tchèque, écrasant ses adversaires 4-0. 
En fin de compte, Tomi Jurić et Jamie Maclaren figureront tous deux sur la liste finale des 23 joueurs australiens partant au Mondial 2018. Il ne joue pas lors de cette Coupe du monde.
Il participe l'année d'après à la Coupe d'Asie 2019, où il dispute tous les matchs de son équipe en tant que titulaire. Il inscrit un but en phase de poules face à la Palestine (score final : 3-0), mais ne peut éviter l'élimination de son équipe en quarts de finale par les Émirats arabes unis (défaite 0-1).
Il dispute par la suite les qualifications pour la Coupe du monde 2022, notamment en inscrivant un triplé face au Népal (victoire 5-0).
Le 8 novembre 2022, il est sélectionné par Graham Arnold pour participer à la Coupe du monde 2022.

## Statistiques
| Saison                | Club                  | Championnat           | Championnat | Championnat | Coupe(s) nationale(s) | Coupe(s) nationale(s) | Compétition(s) continentale(s) | Compétition(s) continentale(s) | Compétition(s) continentale(s) | Australie | Australie | Total | Total |
| Saison                | Club                  | Division              | M.          | B.          | M.                    | B.                    | Comp.                          | M.                             | B.                             | M.        | B.        | M.    | B.    |
| 2013-2014             | Perth Glory           | A-League              | 18          | 2           | 0                     | 0                     | -                              | -                              | -                              | -         | -         | 18    | 2     |
| 2014-2015             | Perth Glory           | A-League              | 20          | 9           | 3                     | 1                     | -                              | -                              | -                              | -         | -         | 23    | 10    |
| Sous-total            | Sous-total            | Sous-total            | 38          | 11          | 3                     | 1                     | -                              | -                              | -                              | -         | -         | 41    | 12    |
| 2015-2016             | Brisbane Roar         | A-League              | 25          | 20          | 1                     | 0                     | -                              | -                              | -                              | 1         | 0         | 27    | 20    |
| 2016-2017             | Brisbane Roar         | A-League              | 28          | 20          | 1                     | 0                     | ACL                            | 6                              | 3                              | 3         | 0         | 38    | 23    |
| Sous-total            | Sous-total            | Sous-total            | 53          | 40          | 2                     | 0                     | -                              | 6                              | 3                              | 4         | 0         | 65    | 43    |
| 2017-2018             | SV Darmstadt 98       | 2. Bundesliga         | 7           | 0           | 1                     | 0                     | -                              | -                              | -                              | 1         | 0         | 9     | 0     |
| 2017-2018             | Hibernian FC          | Premiership           | 15          | 8           | 0                     | 0                     | -                              | -                              | -                              | 1         | 0         | 16    | 8     |
| 2018-2019             | Hibernian FC          | Premiership           | 12          | 1           | 1                     | 0                     | C3                             | 2                              | 0                              | 7         | 1         | 22    | 2     |
| Sous-total            | Sous-total            | Sous-total            | 27          | 9           | 1                     | 0                     | -                              | 2                              | 0                              | 8         | 1         | 38    | 10    |
| 2018-2019             | Melbourne City        | A-League              | 9           | 5           | -                     | -                     | -                              | -                              | -                              | -         | -         | 9     | 5     |
| 2019-2020             | Melbourne City        | A-League              | 25          | 23          | 5                     | 6                     | -                              | -                              | -                              | 2         | 4         | 32    | 33    |
| 2020-2021             | Melbourne City        | A-League              | 24          | 25          | 0                     | 0                     | -                              | -                              | -                              | 3         | 1         | 27    | 26    |
| 2021-2022             | Melbourne City        | A-League              | 27          | 16          | 0                     | 0                     | AFC                            | 6                              | 2                              | 7         | 2         | 40    | 20    |
| 2022-2023             | Melbourne City        | A-League              | 26          | 24          | 2                     | 0                     | -                              | -                              | -                              | 4         | 0         | 32    | 24    |
| 2023-2024             | Melbourne City        | A-League              | 4           | 3           | 3                     | 3                     | AFC                            | 4                              | 1                              | 1         | 3         | 12    | 10    |
| Sous-total            | Sous-total            | Sous-total            | 115         | 96          | 10                    | 9                     | -                              | 10                             | 3                              | 17        | 10        | 152   | 118   |
| Total sur la carrière | Total sur la carrière | Total sur la carrière | 240         | 156         | 17                    | 10                    | -                              | 18                             | 6                              | 30        | 11        | 305   | 183   |

## Palmarès
Sur le plan collectif, il est sacré champion d'Australie en 2020-2021 bien qu'il ne participe pas à la finale du championnat face au Sydney FC.
Au niveau individuel, il est élu meilleur jeune joueur du championnat australien lors des saisons 2015-2016 et 2016-2017 et est le meilleur buteur lors des saisons 2016-2017, 2019-2020 et 2020-2021.

## Vie personnelle
Jamie Maclaren peut prendre la nationalité maltaise de par l'ascendance de sa mère. La fédération maltaise l'a d'ailleurs approché, mais Maclaren a refusé l'avance.
McLaren aurait également pu prendre la nationalité sportive écossaise. Ainsi, Jamie Maclaren a commencé sa carrière internationale avec l'Écosse des moins de 19 ans avant de se décider pour l'Australie.